# هاروی هابل
هاروی هابل (انگلیسی: Harvey Hubbell؛ ۲۰ دسامبر ۱۸۵۷ – ۱۷ دسامبر ۱۹۲۷) کارآفرین اهل ایالات متحده آمریکا بود، که در سال ۱۸۸۸ شرکت هابل اینکورپوریتد را تأسیس کرد.